# Älmteryds naturreservat
Älmteryd är ett naturreservat i Karlskrona kommun i Blekinge län.
Reservatet är skyddat sedan 2002 och omfattar 15 hektar. Det är beläget nordost om Karlskrona och består av hagmarker och skogspartier.

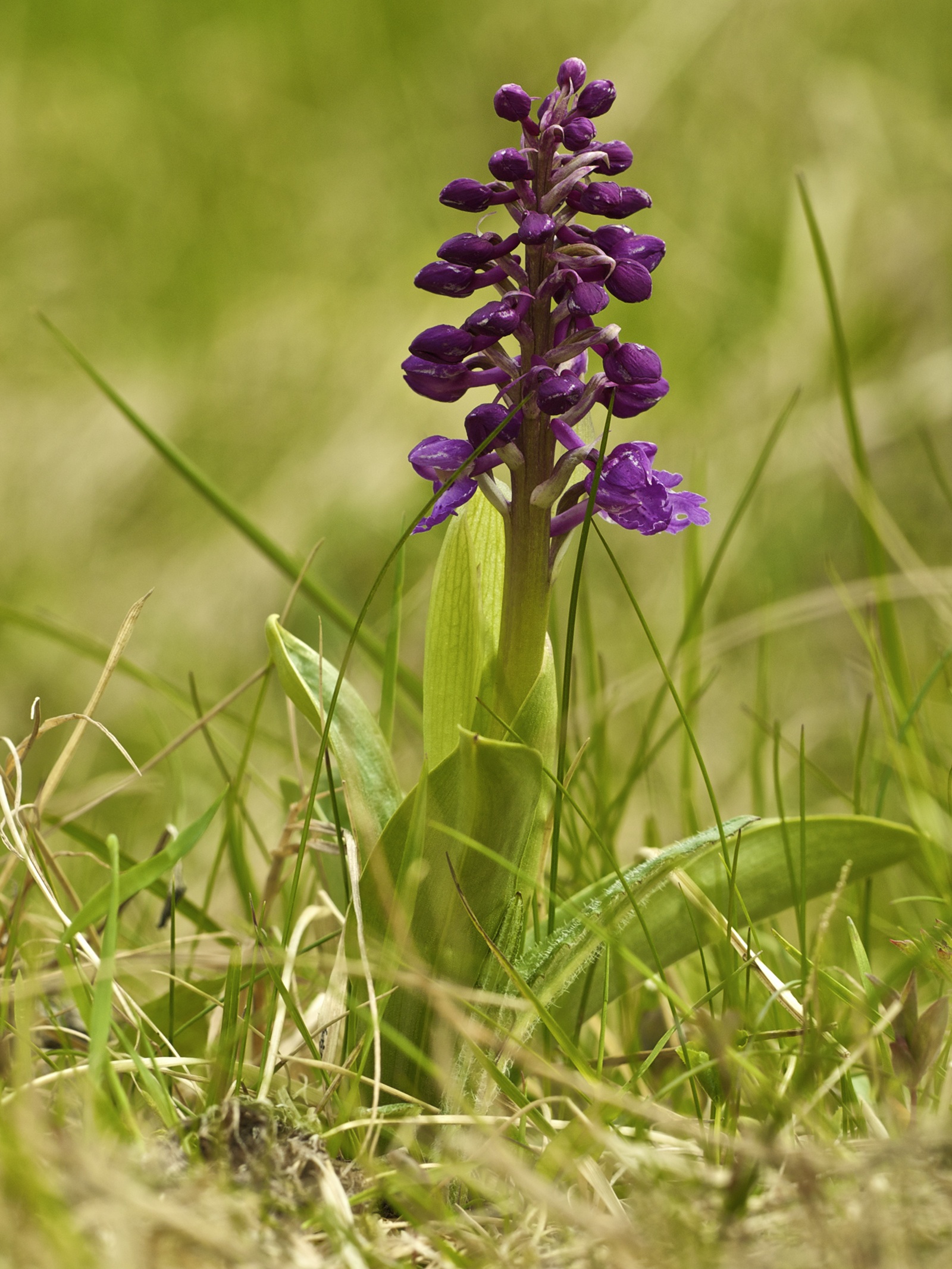
Sankt Pers nycklar, en art i familjen orkidéer

Den västra delen av naturreservatet utgörs av hagmark. Där förekommer tre rödlistade kärlväxter: stortimjan, granspira och hartmansstarr. Vidare kan man finna loppstarr, backsippa, slåttergubbe, kattfot, darrgräs, svinrot, jungfru Marie nycklar, Sankt Pers nycklar, nattviol och tvåblad. Den östra delen av reservatet består av betad åkermark.
Vid källorna i den nordvästra delen kar man träffa på den större vattensalamandern. I källornas närhet växer bland annat gullpudra och bäckbräsma.
Inom naturreservatet har man funnit över 100 arter av mark- och vedsvamparsvampar. Både ängsvaxskivling och toppvaxskivling nämns.
Naturreservatet ingår i EU:s ekologiska nätverk, Natura 2000.